# Каштак (Аларский район)
Каштак — упразднённая деревня в Аларском районе Усть-Ордынского Бурятского округа Иркутской области. Входила в муниципальное образование «Могоёнок». Упразднена в 2015 г.

## География
Деревня располагалась в 2 км к юго-западу от центра сельского поселения села Могоёнок.

## Происхождение названия
Жан Зимин считает, что данное название деревни образовано от бурятского слова «хашаха» — притеснять, возможно это связано с какой-то административной ролью села..

## Население
Сведения о деревни в результатах переписей населения 2002 и 2010 г. отсутствуют.